# 巴西洋流

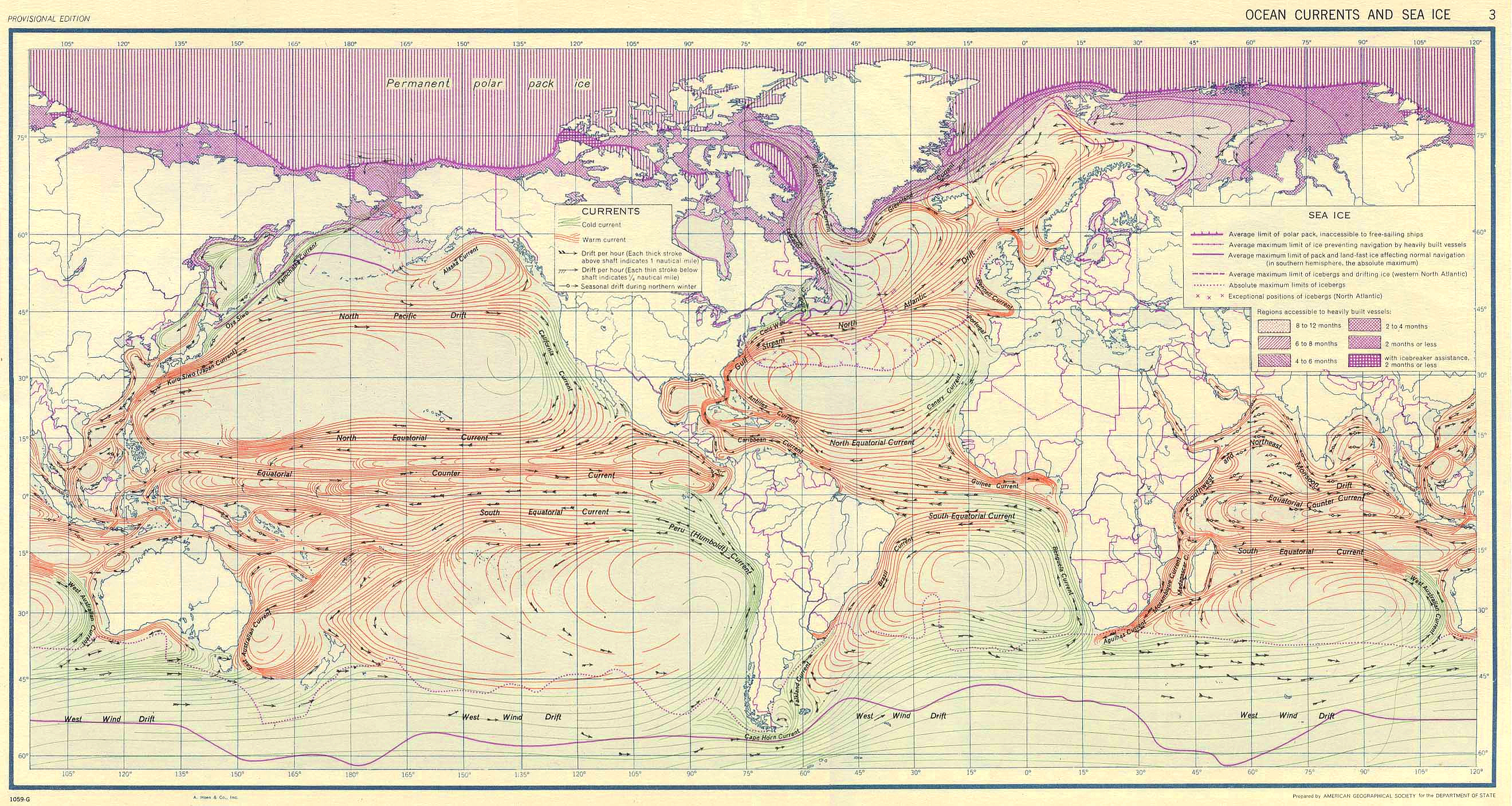
世界洋流概要。

巴西洋流（Brazil Current）為一沿著巴西南岸向南流動至拉普拉塔河的溫暖洋流。此洋流為大西洋的北赤度洋流遇到南美大陸產生的分支。巴西洋流為一個如墨西哥灣流的西邊界流（western boundary current），實際上亦是墨西哥灣流的相對；但是巴西洋流比墨西哥灣流較淺及較弱。它由赤度向南流動至西風漂流（west wind drift），即南極洲環流（Antarctic Circumpolar Current）。

## 外部連結
- The Brazil Current （页面存档备份，存于）